# Opstand van de ciompi

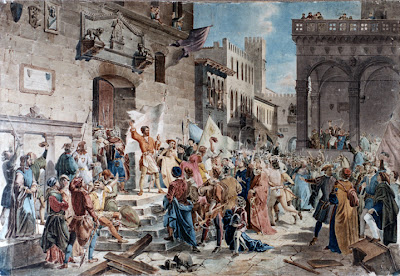
Il tumulto dei ciompi, schilderij van Giuseppe Lorenzo Gatteri

De opstand van de ciompi (wolkammers) was een opstand van textielarbeiders in Florence in 1378 met de bedoeling om in de stad meer politieke zeggenschap te verkrijgen. 
De ciompi waren een klasse van arbeiders in de textielindustrie, die niet werden vertegenwoordigd door een gilde. Ze behoorden tot de meest radicale van de lagere groepen, en wilden een einde maken aan de te gecentraliseerde macht van de wolgilde van Florence, de Arte della Lana, die toezag op alle facetten van de textielproductie binnen Florence en daarbij gesteund werd door de andere grote gilden van Florence, de Arti maggiori. 
Voor korte tijd slaagden de ciompi erin om een van de meest democratische besturen te installeren uit de geschiedenis van Italië. Alle kleinere gilden waren vertegenwoordigd, en de ciompi zelf kregen ook de status van gilde. Het nieuwe, revolutionaire bestuur duurde echter slechts van 22 juli tot 31 augustus 1378, waarna de grote Florentijnse gilden terug de controle in handen namen.